# José María Franco Ramallo
José María Franco Ramallo (Montevideo, Uruguay, 28 de septiembre de 1978) es un exfutbolista uruguayo. Jugó de delantero y su último equipo fue el Club Atlético Juventud de Las Piedras.

## Trayectoria
Empezó jugando en el Club América de la Liga Interbalnearia en el Baby Fútbol de Uruguay.Cuadro donde jugó Tomas el Cocho Eirea. De ahí pasó a jugar en el Central Español Fútbol Club, donde debutó en Primera División la temporada 1996-97.
Fue contratado por el Club Atlético Peñarol en 1998, donde jugó hasta 2001, cuando fue contratado por el Torino Football Club de Italia, donde disputó 40 partidos y anotó 4 goles.
Tras su paso por el fútbol europeo recaló en Santiago Wanderers de Chile, posteriormente regresó al Club Atlético Peñarol en donde jugó hasta 2009. 
Para la temporada 2009-10 pasó a River Plate de Uruguay, en donde jugó 16 partidos y marcó 5 goles. 
En 2011 se marcha a Ecuador para jugar en Emelec, donde consiguió ser subcampeón de la liga.
Luego de su paso por Ecuador, en 2013 vuelve a su país natal para jugar en Fénix, posteriormente en Juventud para finalmente retirarse en 2014.

## Selección nacional
Ha sido internacional con la Selección de Uruguay en una ocasión. Su única aparición se dio el 15 de noviembre de 2000, cuando se enfrentó ante Bolivia en el empate 0 a 0 por las Eliminatorias al Mundial 2002, habiendo jugado 76 minutos.
Jugó en selecciones inferiores, como la sub-23, con la que disputó el Preolímpicos de Brasil de 2000.

## Clubes
| Club               | País    | Año         |
| ------------------ | ------- | ----------- |
| Central Español    | Uruguay | 1996 - 1997 |
| Peñarol            | Uruguay | 1998 - 2001 |
| Torino             | Italia  | 2001 - 2005 |
| Santiago Wanderers | Chile   | 2005 - 2007 |
| Peñarol            | Uruguay | 2007 - 2009 |
| River Plate        | Uruguay | 2009 - 2011 |
| Emelec             | Ecuador | 2011 - 2012 |
| Fénix              | Uruguay | 2013        |
| Juventud           | Uruguay | 2013 - 2014 |

### Goles enCopa Libertadores
A continuación se detallan los 12 goles convertidos en el torneo continental.
| 27 de marzo de 1998   | Estadio Centenario, Montevideo              | Peñarol - Oriente Petrolero    |  | 6 - 1 | 1998 |
| 20 de mayo de 1998    | Estadio Centenario, Montevideo              | Peñarol - Cerro Porteño        |  | 2 - 0 | 1998 |
| 22 de febrero de 2000 | Estadio San Carlos de Apoquindo, Santiago   | Universidad Católica - Peñarol |  | 1 - 1 | 2000 |
| 2 de marzo de 2000    | Estadio Centenario, Montevideo              | Peñarol - Blooming             |  | 2 - 1 | 2000 |
| 5 de abril de 2000    | Estadio Centenario, Montevideo              | Peñarol - Universidad Católica |  | 5 - 1 | 2000 |
| 13 de abril de 2000   | Estadio Ramón Tahuichi Aguilera, Santa Cruz | Blooming - Peñarol             |  | 3 - 3 | 2000 |
| 18 de abril de 2001   | Estadio Centenario, Montevideo              | Peñarol - Deportivo Táchira    |  | 3 - 1 | 2001 |

### Goles enCopa Mercosur
A continuación se detallan los 6 goles convertidos en el torneo continental.
| 29 de septiembre de 1998 | Estadio Centenario, Montevideo   | Peñarol - Olimpia          |  | 2 - 3 | 1998 |
| 1 de agosto de 2000      | Estadio Centenario, Montevideo   | Peñarol - Vasco da Gama    |  | 4 - 3 | 2000 |
| 23 de agosto de 2000     | Estadio Mineirão, Belo Horizonte | Atlético Mineiro - Peñarol |  | 2 - 1 | 2000 |
| 31 de agosto de 2000     | Estadio Centenario, Montevideo   | Peñarol - San Lorenzo      |  | 3 - 2 | 2000 |
| 7 de septiembre de 2000  | São Januário, Río de Janeiro     | Vasco da Gama - Peñarol    |  | 1 - 1 | 2000 |

## Palmarés

### Torneos nacionales
| Título              | Club    | País    | Año  |
| ------------------- | ------- | ------- | ---- |
| Campeonato Uruguayo | Peñarol | Uruguay | 1999 |
| Torneo Clausura     | Peñarol | Uruguay | 2008 |